# Imma loxoscia
Imma loxoscia är en fjärilsart som beskrevs av Turner 1913. Imma loxoscia ingår i släktet Imma och familjen Immidae. Inga underarter finns listade i Catalogue of Life.